# Velle-le-Châtel
Velle-le-Châtel è un comune francese di 137 abitanti situato nel dipartimento dell'Alta Saona nella regione della Borgogna-Franca Contea.

## Società

### Evoluzione demografica
Abitanti censiti